# Kyjov (szczyt)
Kyjov (821 m n.p.m.) – szczyt górski w zachodniej części pasma górskiego Wyhorlat w Łańcuchu Wyhorlacko-Gutyńskim Wewnętrznych Karpat Wschodnich.
Kyjov leży w obrębie poligonu wojskowego Vojenský obvod Valaškovce. Kopułę szczytową aż po poziomicę 500 (na południu) - 600 (na północy) m n.p.m. obejmuje zamknięty rezerwat przyrody Kyjovský prales, chroniący pierwotną, karpacką puszczę bukową z domieszką jesionu.
Przez szczyt nie przebiegają znakowane szlaki turystyczne.